# Luis Soler
Luis Gustavo Soler (n. 9 de junio de 1951, Buenos Aires, Argentina ) es un exfutbolista y entrenador argentino de fútbol. Actualmente es director deportivo del Club Atlético Vinotinto Ecuador 

## Trayectoria

### Como futbolista
Durante su trayectoria como futbolista vistió las camisetas de Club Atlético Los Andes, Club Atlético All Boys, Real Club Recreativo de Huelva, Club Atlético Banfield, Sevilla F.C, Club Atlético Vélez Sarsfield y el Club Deportivo Español donde culminaría su carrera como futbolista.

### Como entrenador
Luego de su retiro en el Deportivo Español de la Argentina, los dirigentes le hacen una propuesta para que tome al club como entrenador donde permanecería hasta 1982. En 1983 es contratado por Lanús para que se haga cargo de las inferiores del club donde permaneció por dos temporadas. Ya para 1985 se le presenta nuevamente la opción de dirigir en nuevamente Primera División esta vez a Arsenal de Sarandí. A la siguiente temporada pasa a dirigir a Defensores de Belgrano donde estuvo tan solo 1 año.
Luego en 1987 pasa a dirigir al Club El Porvenir. En 1988 Soler decide salir al extranjero hacia Estados Unidos para ser entrenador de las juveniles del Vogelsinger Soccer Academy & Schools donde estuvo hasta finales de 1989. Luego de dos años por EE. UU. decide volver a la Argentina al Deportivo Español donde estuvo por 2 años. En 1992 se confirma el regreso de Luis Soler al Vogelsinger Soccer donde anduvo hasta 1993.
Para 1994 retorna a Argentina para hacerse cargo de las inferiores de Argentinos Juniors donde descubre a una de las estrellas del fútbol argentino, Juan Román Riquelme. En el año 1997 pasa a C. A. Huracán donde pasa a comandar sus juveniles. En 1997 pasa a dirigir las canteras de Arsenal de Sarandí. En el 2000 es contratado como DT del Quilmes para hacerse cargo de sus inferiores. En 2002 regresa a Lanús como entrenador de sus inferiores donde estuvo hasta 2003.
En 2004 viaja hacia el Viejo Continente, más precisamente hacia España donde es contratado por el Cádiz Club de Fútbol como asistente técnico de Víctor Espárrago entre 2004 y 2005 y el español Antonio Calderón Burgos, con el cuadro Español obtiene el Campeonato en Segunda División consiguiendo de esta manera el ascenso a la Primera División de España de la mano de Víctor Espárrago. Luego de ser despedido junto a Antonio Calderón del Cádiz, es contratado en 2007 como entrenador de las divisiones menores de Rosario Central. En 2008 pasa a dirigir al Club Guaraní de la Primera División de Paraguay donde estuvo hasta 2009. En 2010 pasa a dirigir al Cádiz Club de Fútbol pero esta vez asignado como segundo entrenador.
A mediados 2010 es oficializado como entrenador de Deportivo Cuenca, donde estuvo por tres temporadas hasta el 2012 cuando fue despedido por la seguidilla de malos resultados. El 12 de agosto de 2013 es confirmado para dirigir a otro club de Ecuador, el Barcelona Sporting Club de Ecuador, luego de la renuncia de su compatriota Gustavo Costas. En su debut logra derrotar al Manta FC por el resultado a favor de Barcelona 2x1, siendo esta la primera victoria del equipo en la Segunda Etapa. El 28 de agosto Soler anuncia mediante rueda de prensa que mandaría a jugar a las reservas del club a los jugadores Geovanny Nazareno y Michael Jackson Quiñónez por indisciplina. El 3 de diciembre Soler anuncia por medio de su cuenta de Twitter que no continuara en Barcelona por no llegar a un acuerdo económico con el club. Luis Soler bajo la dirección técnica de Barcelona logró clasificar a Barcelona a la Copa Sudamericana 2014.

## Clubes

### Como futbolista
| Club                    | País      | Año |
| ----------------------- | --------- | --- |
| Club Atlético Los Andes | Argentina | ?   |
| Club Atlético All Boys  | Argentina | ?   |
| Recreativo de Huelva    | España    | ¿?  |
| Banfield                | Argentina | ?   |
| Sevilla FC              | España    | ?   |
| Vélez Sarsfield         | Argentina | ?   |
| Deportivo Español       | Argentina | ?   |

### Como entrenador
| Club                   | País      | Año         |
| ---------------------- | --------- | ----------- |
| Deportivo Español      | Argentina | 1980 - 1982 |
| Arsenal de Sarandí     | Argentina | 1985        |
| Defensores de Belgrano | Argentina | 1986        |
| Club El Porvenir       | Argentina | 1987        |
| Deportivo Español      | Argentina | 1990 - 1991 |
| Club Guaraní           | Paraguay  | 2008 - 2009 |
| Deportivo Cuenca       | Ecuador   | 2010 - 2012 |
| Barcelona              | Ecuador   | 2013        |
| Universidad Católica   | Ecuador   | 2014        |
| Aucas                  | Ecuador   | 2018        |
| Deportivo Cuenca       | Ecuador   | 2019        |